# Emil Preissinger
Emil Preissinger (* 22. August 1912 in Bayreuth; † 27. Oktober 2003) war ein deutscher Metzgermeister und Politiker.
Preissinger begann nach dem Schulbesuch eine   Lehre in der Metzgerei seiner Eltern, in der er 1935 die Meisterprüfung ablegte. 1942 wurde er Teilhaber dieses Geschäfts, das er 1966 vollständig übernahm. Im Zweiten Weltkrieg gehörte er einer Panzerdivision an. Nach dem Krieg war er Obermeister der Fleischer-Innung Bayreuth und gehörte dem Vorstand des Fleischerverbands Bayern an. Er war außerdem Mitglied im Stiftungsrat der Oberfrankenstiftung. 1966 wurde er zum Vizepräsidenten, 1979 zum Präsidenten der Handwerkskammer für Oberfranken ernannt, nach dem Ablegen dieses Amtes wurde er 1992 Ehrenpräsident. Ferner war er Bundesvorsitzender der Handwerkerbewegung in der Männerarbeit der Evangelischen Kirche Deutschlands und gehörte dem Landesseniorenrat an. Politisch war Preissinger von 1. April 1966 bis zum 30. April 1990 im Stadtrat von Bayreuth als Mitglied der CSU aktiv. Von 1984 bis 1993 vertrat er die Gruppe des Handwerks im Bayerischen Senat.